# Idmoneoides arctoflabellaris
Idmoneoides arctoflabellaris är en mossdjursart som först beskrevs av Arnold Girard Kluge 1946.  Idmoneoides arctoflabellaris ingår i släktet Idmoneoides, ordningen Cyclostomatida, klassen Stenolaemata, fylumet mossdjur och riket djur. Inga underarter finns listade i Catalogue of Life.